# Clubiona paralena
Clubiona paralena là một loài nhện trong họ Clubionidae.
Loài này thuộc chi Clubiona. Clubiona paralena được miêu tả năm 1995 bởi Mikhailov.